# 楊公橋駅
楊公橋駅は、中華人民共和国重慶市沙坪ハ区に位置する重慶軌道交通1号線の駅。駅番号は115

## 駅構造
島式1面2線の駅である
| 至朝天門 | ←      | 上り | ← |        |
|          | ホーム |      |   |        |
|          | →      | 下り | → | 至璧山 |

## 歴史
- 2011年7月28日　開業